# مرارة ايهي
مرارة ايهي (بالإنجليزية: Ehi's Bitters)‏ هو فيلم نيجيري صدر في عام 2018، كتبه وأنتجه وأخرجه بيودون ستيفن. يتمحور القصة (التي يرويها بطريقة غير خطية) حول حياة شابة تُدعى إيهيسوجي التي تتعرض للعنف العاطفي والجسدي من قبل والدتها، التي تلومها على حالتها الزواجية، مما قيد هيبتها كامرأة. بعد عدة علاقات فاشلة، تستقر والدتها أخيرًا على رجل يسيء استخدام إيهيسوجي جنسيًا، لكنها لا تهتم طالما أنها متزوجة. تجعل والدتها إيهيسوجي بلا مأوى بعد أن حملت من زوج والدتها.

## الممثلون
- إينادو أوديجي كـ إيهيسوجي
- ديميمي أوكانلاون كـ كوريدي
- ديبي فيليكس كـ إيهيسوجي الصغيرة
- فاثيا ويليامز كـ والدة إيهيسوجي
- جوشوا ريتشارد كـ إيلي/إيليا
- توميوا تيغبي كـ كوريدي الصغير

## الاستقبال
أعطى "نوليوود رينفنتد" تقييمًا بنسبة 2.5/5، وثنى على التمثيل واستخدام النسخة المعدلة من "بيا نولو"، أغنية كتبها أونيكا أونونو بمثابة الموسيقى التصويرية. كما أشاد برسالة الفيلم، في إعادة النظر في الظلم في الهيكل الأبوي في العديد من المجتمعات النيجيرية. تم انتقاد الفيلم لكونه طويلاً جدًا، ووجود تشكيلات فيديو غير مهنية واستخدام كميات زائدة من البروستاتيك. عنونت "ترو نوليوود ستوري" مراجعتها "التحديات التقنية تفقد الكثير من البريق في 'إيهيس بيترس'، لكنها لا تزال تظل فيلمًا سيلمسك. في المراجعة، أشادت بالقصة والتمثيل وأنتقدت ملاءمة النبرة اللغوية لفاتيا بالوغون، والمكياج والتصوير السينمائي. وتحدثت فيليكس (الذي جسد دور إيهيسوج) عن دورها في الفيلم، وأكدت أنها للحفاظ على شخصيتها في الفيلم على قيد الحياة أثناء التصوير، قامت بتدريب عقلها لتكون كئيبة وغير سعيدة طوال الوقت. وأوضحت أيضًا أنها لم تكن متفاجئة من التقييمات الإيجابية التي حصلت عليها بعد إصدار الفيلم.